# Circumnavigație
Circumnavigația - literal cu sensul de "navigație pe o circumferință" - se referă la o călătorie în jurul unei insule, a unui continent sau în jurul întregii planete (în cazul nostru Pământul). Termenul se aplică în navigație dar și în alte domenii, de exemplu în aviație.

## Circumnavigația globală
În principiu, dacă o persoană călătorește la o distanță anume în jurul unui Pol și va străbate toate meridianele, acest lucru nu este în general considerat a fi o circumnavigație. O definiție de bază a unui circumnavigații globale ar fi o rută care acoperă cel puțin un cerc mare, și, în particular, o rută care trece prin cel puțin o pereche de puncte diametral opuse unul față de celălalt. 